# Sleepy Hollow (New York)
Sleepy Hollow ist ein Village im Westchester County, New York, USA und hat als solches einen hohen Grad an kommunaler Selbstverwaltung. Der Ort liegt am Ostufer des Hudson im Bereich der Tappan Zee rund 48 Kilometer nördlich von Midtown Manhattan, New York City. Als Village gehört es zur Town Mount Pleasant.
Früher North Tarrytown genannt, wurde es 1997 offiziell in Sleepy Hollow umbenannt. In dem Ort befindet sich die Old Dutch Church of Sleepy Hollow, die durch Washington Irvings Geschichte The Legend of Sleepy Hollow („Die Sage von der schläfrigen Schlucht“) und dem darauf basierenden Spielfilm von Tim Burton bekannt wurde. Neben der Kirche befindet sich auch der Sleepy Hollow Cemetery („Sleepy-Hollow-Friedhof“), wo Irving beerdigt wurde. Auch mehrere andere berühmte Persönlichkeiten liegen dort begraben.
Bei der Volkszählung von 2010 hatte das Dorf 9870 Einwohner. Ein großer Anteil der Bevölkerung von Sleepy Hollow stammt aus Ecuador oder der Dominikanischen Republik, während der Rest der Bevölkerung überwiegend europäischer Abstammung ist.